# Saimiri collinsi
Saimiri collinsi  (лат.) — вид приматов семейства цепкохвостых обезьян, обитающих в Южной Америке.

## Классификация
Изначально считался подвидом Saimiri sciureus, по результатам генетических исследований (Alfaro, 2014) был поднят до ранга вида.

## Описание
Длина тела самцов около 38 см, длина хвоста в среднем 37,6 см. Длина тела самок около 27 см, длина хвоста в среднем 41,3 см.

## Поведение
В рационе плоды пальмовых деревьев, насекомые, птичьи яйца, мелкие позвоночные.